# Vlastibor Konečný
Vlastibor Konečný, né le 2 janvier 1957 à Frýdek-Místek, est un coureur cycliste tchécoslovaque. Il a été médaillé de bronze du championnat du monde du contre-la-montre par équipes aux Jeux olympiques de 1980 et aux Jeux de l'Amitié de 1984.

## Palmarès
- 1975
  - Tour de Lidice
- 1978
  - Sealink International Grand Prix :
    - Classement général
    - 3e étape
- 1979
  - 2ea étape de la Semaine bergamasque
  -  Médaillé de bronze du contre-la-montre par équipes aux Jeux olympiques de Moscou (avec Michal Klasa, Alipi Kostadinov et Jiří Škoda)
  - 6e du championnat du monde de contre-la-montre par équipes amateurs (avec Michal Klasa, Alipi Kostadinov et Vlastimil Moravec)
- 1981
  - 2e du Sealink International Grand Prix
- 1982
  - 6e du championnat du monde de contre-la-montre par équipes amateurs (avec Michal Klasa, Milan Jurčo et Jiří Škoda)
- 1984
  -  Médaillé de bronze du contre-la-montre par équipes aux Jeux de l'Amitié (avec Milan Jurčo, Michal Klasa et Milan Křen)